# 堺市立美原中学校
堺市立美原中学校（さかいしりつ みはらちゅうがっこう）は、大阪府堺市美原区にある公立中学校。
従来の美原町立の2中学校を統合して、1958年に設置された。

## 沿革
現在の堺市美原区にあたる地域には、1947年の学制改革に伴い、南河内郡黒山村阿弥に黒山村・平尾村学校組合立黒山中学校、丹比村河原城（現・羽曳野市）に丹比村立中学校、南八下村菩提に南八下村立中学校、丹南村に丹南村立中学校の4校が、それぞれ開校した。
黒山・丹比・南八下の3中学校は、当時黒山村にあった大阪府立黒山高等学校の校舎を共同で使用していた。3校は1949年2月に統合し、黒山村・平尾村・丹比村・南八下村学校組合立黒山中学校が発足した。黒山中学校は黒山高等学校校舎を引き続き使用し、その後1951年には黒山高等学校敷地を大阪府から買収している。なお校舎を貸し出した形になった黒山高等学校は、近隣の大阪府立農芸高等学校と合併する構想もあったが、登美丘町（現・堺市東区）に移転して大阪府立登美丘高等学校となった。
1956年9月30日には、黒山村・平尾村・丹南村の合併で美原町が発足した。また同日には、丹比村など6町村の合併で南大阪町が発足した。これに伴い丹南村立中学校は美原町立となり、黒山中学校は美原町・南大阪町・南八下村学校組合立となった。
さらに1957年4月1日には、南大阪町（旧丹比村）のうち多治井が美原町へ編入された。また1957年7月1日には、南八下村が堺市と美原町に分村合併した。これらに伴い黒山中学校の学校組合は解消されている。南八下村のうち堺市に編入された地域については、黒山中学校校区から堺市立八下中学校の校区へ編入した。
1958年には黒山・丹南の2中学校を統合し、美原町全域を校区とする美原町立中学校として新設開校した。当初は従来の中学校校舎を分教場としたが、1960年には現在地に統合移転している。
1972年には美原町立西中学校を分離し、これに伴って美原町立美原中学校へと改称した。

### 年表
- 1947年 - 黒山村平尾村学校組合立黒山中学校・丹比村立中学校・南八下村立中学校・丹南村立中学校が開校。
- 1948年1月 - 丹南村立中学校の独立校舎が竣工（丹南村大字丹南97番地）。
- 1949年2月 - 黒山村・平尾村・丹比村・南八下村学校組合立黒山中学校が発足。
- 1956年9月30日 - 町村合併により、黒山中学校は美原町・南大阪町・南八下村学校組合立黒山中学校、丹南村立中学校は美原町立丹南中学校に改称。
- 1957年7月1日 - 黒山中学校の学校組合を解消。美原町立黒山中学校となる。
- 1958年9月1日 - 黒山・丹南の2中学校を統合、大阪府南河内郡美原町立中学校として開校。従来の中学校校舎2ヶ所を分教場として授業。
- 1959年3月14日 - 校旗制定
- 1960年4月 - 現在地に校舎完成、統合移転。
- 1972年4月1日 - 美原町立西中学校（現・堺市立美原西中学校）を分離。美原町立美原中学校と改称。
- 1972年10月 - 大阪府教育委員会から、音楽教育の研究校に指定される。
- 1986年 - 大阪府教育委員会から、生徒指導の研究校に指定される。
- 1987年4月 - 体育館落成
- 1995年4月 - 制服改定
- 2005年2月1日 - 美原町が堺市に編入したことに伴い、堺市立美原中学校と改称。
- 2010年 - 新校舎が建つ

## 通学区域
- 堺市立平尾小学校の通学区域全域。
- 堺市立黒山小学校、堺市立美原北小学校、堺市立美原西小学校の通学区域のそれぞれ一部。

堺市美原区 小平尾、菅生、青南台、平尾、木材通、黒山、真福寺、大保、多治井、丹上、丹南、北余部（一部）、太井（一部）、阿弥。

## 交通
- 南海バス・近鉄バス 美原区役所前バス停。
- 南海高野線 北野田駅 北東へ約3.3km。
- 南海高野線 萩原天神駅 東へ約3.1km。

## 出身者
- ムラコ（サミットクラブ） - お笑い芸人。美原中の同級生
- 静 恵一（サミットクラブ） - お笑い芸人。美原中の同級生
- 中田大智（ジャニーズJr）